# Préservation conditionnelle des saints
La préservation conditionnelle des saints, ou la sécurité conditionnelle, est la conviction arminienne que les croyants sont préservés par Dieu dans la relation de salut avec lui, à la condition d'une foi persévérante en Christ.

## Contexte historique

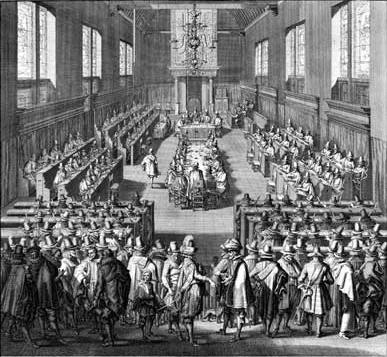
Synode de Dordrecht

Avant l'époque du débat entre calvinistes et arminiens au synode de Dordrecht (1618-1619), la vision de l'église primitive semblait être du côté de la sécurité conditionnelle[Quoi ?]. De ses recherches sur les écrits des Pères de l'Église primitive (90-313 ap. J.-C.), David W. Bercot estiment que la grâce n'est pas définitivement acquise.

### Arminius et la sécurité conditionnelle

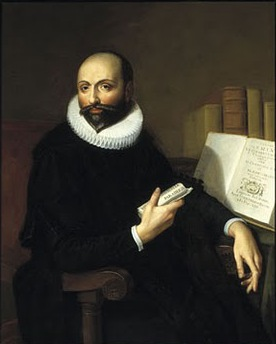
Arminius dans son bureau

Jacobus Arminius (1560-1609) est arrivé à la même conclusion dans ses propres lectures des pères de l'église primitive. 

### Les remontrants et la sécurité conditionnelle

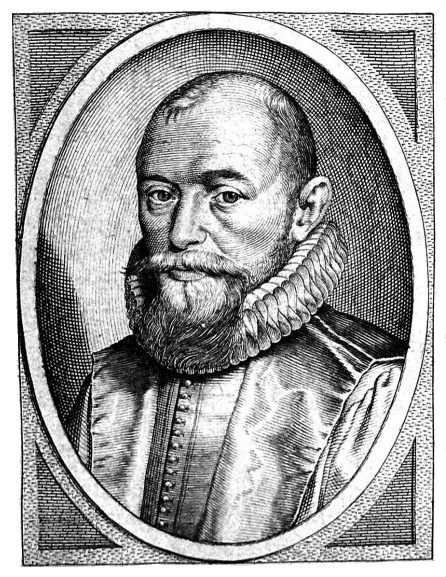
Episcopius était le chef des remontrants

Après la mort d'Arminius en 1609, les remontrants maintiennent le point de vue de celui-ci sur la sécurité conditionnelle et son incertitude quant à la possibilité d'une apostasie. 
Quelque temps entre 1610 et la procédure officielle du synode de Dordrecht en 1618, les remontrants estiment que la Bible enseigne qu'un vrai croyant était capable de se détourner de la foi. Ils formalisent leurs points de vue dans « The Opinion of the Remontrants » (1618).

### Autres arminiens ayant affirmé la sécurité conditionnelle
John Goodwin (1593-1665) fut un puritain qui « présenta la position arminienne de la chute dans Redemption Redeemed (1651). Dans son livre, l'évêque anglais Laurence Womock (1612-1685) fournit de nombreuses références scripturaires au cinquième article sur la persévérance présenté par les remontrants,. Philip van Limborch (1633-1712) rédigea en 1702 le premier ouvrage complet de théologie (Remontrant Systematic Theology) comprenant une section sur l'apostasie. 
John Wesley (1703-1791), fondateur du méthodisme, fut un ardent défenseur de la sécurité conditionnelle et un critique de la sécurité inconditionnelle. En 1751, Wesley défendit sa position dans un ouvrage intitulé Serious Thoughts Upon the Perseverance of the Saints. Il y expliquait qu'un croyant reste dans une relation salvatrice avec Dieu s'il « continue de croire » ou « persévère dans la foi jusqu'à la fin » Comme ses prédécesseurs arminiens, Wesley était convaincu par le témoignage des Écritures qu'un vrai croyant pouvait abandonner la foi et la voie de la justice et « s'éloigner de Dieu pour périr éternellement ».

## Accords et désaccords avec des points de vue opposés
Une différence majeure entre les calvinistes traditionnels et les arminiens réside dans leur définition de l'apostasie (voir Persévérance des saints pour la définition à laquelle il est fait référence ici).

### Point de vue de l'arminianisme wesleyen
Dans la théologie wesleyo-arminienne, qui est défendue par les églises méthodistes (y compris le mouvement de la sainteté), l'apostasie peut se produire par une perte de foi ou par un péché,.
La théologie wesleyo-arminienne[Quoi ?] enseigne ainsi que « la justification est subordonnée à l'obéissance et aux progrès en matière de sanctification », insistant sur « une profonde confiance en Christ non seulement pour parvenir à la foi, mais aussi pour y rester ».
Si une personne se détourne mais retourne plus tard à Dieu, elle doit être régénérée et entièrement sanctifiée à nouveau, selon la théologie wesleyo-arminienne.

### Points de vue de la grâce gratuite
L'opinion de la grâce gratuite ne partage pas l'opinion selon laquelle la foi qui sauve en Christ doit rester afin que toute personne puisse conserver sa relation salvatrice avec Dieu. Lewis Sperry Chafer, dans son livre Salvation, résume de manière concise la position de la grâce gratuite : « La foi salvatrice est un acte : pas une attitude. Son travail est accompli quand son objet est acquis. »

## Dénominations protestantes qui affirment la sécurité conditionnelle
Dans certaines dénominations protestantes, il y a une adhésion au moins partielle à la sécurité conditionnelle qu'elle implique : ainsi, les Églises anabaptistes, le Mennonitisme et Missionary Church, Baptises généraux[Quoi ?],,, les Églises luthériennes, l'Église luthérienne - Synode du Missouri, les Églises Méthodistes, l'Arminianisme wesleyen), Evangelical Wesleyan Church et Église méthodiste unie, Église méthodiste libre, l'Armée du salut, l'Église du Nazaréen et l'Église de Dieu (Anderson), les Églises pentecôtistes, les Assemblées de Dieu, la Société religieuse des Amis, Evangelical Friends Church-Eastern Region, les Églises restorationistes[Quoi ?] et l'Église du Christ.

#### En anglais
- (en) James Arminius, The Works of Arminius, translated by James and William Nichols, Grand Rapids, Baker Book House, 1986.
- (en) French L Arrington, Unconditional Eternal Security: Myth or Truth?, Tennessee, Pathway Press, 2005.
- (en) Stephen M Ashby, "Reformed Arminianism", Four Views on Eternal Security, editor J. Matthew Pinson, Grand Rapids, Zondervan, 2002.
- (en) Craig D. Atwood, Samuel S. Hill, Frank S. Mead, Handbook of Denominations in the United States, 12th Edition, Nashville, Abingdon Press, 2005.
- (en) David W. Bercot [editeur], A Dictionary of Early Christian Beliefs: A Reference Guide to More Than 700 Topics Discussed by the Early Church Fathers, Peabody, Hendrickson Publishers, 1998.
- (en) David W. Bercot, Will the Real Heretics Please Stand Up: A New Look at Today's Evangelical Church in the Light of Early Christianity, Amberson, Scroll Publishing Company, 1989.
- (en) Loraine Boettner, The Reformed Doctrine of Predestination, Phillipsburg, Presbyterian and Reformed Publishing House, 1932.
- (en) Colin Brown [editeur], The New International Dictionary of New Testament Theology, 3 Volumes, Grand Rapids: Regency Reference Library/Zondervan, 1975–1978.
- (en) Frederick W. Jr. Claybrook, Once Saved, Always Saved? A New Testament Study of Apostasy, Lanham, University Press of American, 2003.
- (en) John Jefferson Davis, "The Perseverance of the Saints: A History of the Doctrine, " Journal of the Evangelical Theological Society 34:2, June 1991), 213–228.
- (en) Peter Y. DeJong, Crisis in the Reformed Churches: Essays in Commemoration of the Great Synod of Dordt, 1618–1619, Grand Rapids, Reformed Fellowship, Inc., 1968.
- (en) Joseph Dillow, The Reign of the Servant Kings: A Study of Eternal Security and the Final Significance of Man, Hayesville, Schoettle Publishing Co., 1992.
- (en) Mark A. Ellis, [trad. et éditeur], The Arminian Confession of 1621, Eugene, Pickwick Publications, 2005.
- (en) J. Harold Greenlee, Words from the Word: 52 Word Studies from the Original New Testament Greek, Salem, Schmul Publishing, 2000.
- (en) Anthony Hoekema, Saved by Grace, Grand Rapids, William B. Eerdmans Publishing Co., 1989.
- (en) Harry E. Jessop, That Burning Question of Final Perseverance, Indiana, Light and Life Press, 1942.
- (en) I. Howard Marshall, Kept by the Power of God: A Study of Perseverance and Falling Away, Minneapolis, Bethany Fellowship, Inc., 1969.
- (en) Richard A. Muller, Dictionary of Greek and Latin Theological Terms: Drawn Principally from Protestant Scholastic Theology, Grand Rapids, Baker Book House, 1985.
- (en) John Murray, Redemption Accomplished and Applied, Grand Rapids, William B. Eerdmans Publishing Company, 1955.
- (en) B. J. Oropeza, Paul and Apostasy: Eschatology, Perseverance, and Falling Away in the Corinthian Congregation, Tübingen, Mohr Siebeck, 2000.
- (en) David Pawson, Once Saved, Always Saved? A Study in Perseverance and Inheritance, London, Hodder and Stoughton, 1996.
- (en) Robert Picirilli, Grace, Faith, Free Will. Contrasting Views of Salvation: Calvinism and Arminianism, Nashville, Randall House Publications, 2002.
- (en) W. T. Purkiser, Security: The False and the True, Kansas City, Beacon Hill Press, 1956.
- (en) Philip Schaff [editeur], The Creeds of Christendom Volume III: The Evangelical Protestant Creeds, Grand Rapids, Baker Book House, 1984.
- (en) Robert Shank, Life in the Son: A Study of the Doctrine of Perseverance, Minneapolis, Bethany House Publishers, 1960, 1961, 1989.
- (en) Charles Stanley, Eternal Security: Can You Be Sure?, Nashville, Oliver-Nelson Books, 1990.
- (en) Daniel Steele, Mile-Stone Papers: Doctrinal, Ethical, and Experimental on Christian Progress, New York, Nelson and Phillips, 1878.
- (en) John Wesley, The Works of John Wesley, Third Edition Complete and Unabridged, 14 Vols., Grand Rapids, Baker Book House, 2001.
- (en) J. Rodman Williams, Renewal Theology: Systematic Theology from a Charismatic Perspective, 3 Vols. in One, Grand Rapids, Zondervan, 1996.
- (en) Ben Witherington, John's Wisdom: A Commentary on the Fourth Gospel, Louisville, Westminster John Knox Press, 1995.
- (en) Dale Yocum, Creeds in Contrast: A Study in Calvinism and Arminianism, Salem, Schmul Publishing Co., 1986.

#### En français
- Mildred Bangs Wynkoop, Les Fondements de la théologie wesleyo-arminienne, Chennevière-sur-Marne, Maison des publications nazaréennes, 1999 (ISBN 978-1-56344-480-7, lire en ligne)